# Łomnicki Mniszek
Łomnicki Mniszek (słow. Lomnický mníšik) – niewielka turnia (2520 m n.p.m.) w górnym fragmencie południowej grani Łomnicy w słowackiej części Tatr Wysokich. Na północy graniczy z Łomnickim Kopiniaczkiem, od którego oddziela go Wyżni Łomnicki Karb, natomiast na południu od Łomnickiego Kopiniaka jest oddzielony Pośrednim Łomnickim Karbem.
Turnia jest wyłączona z ruchu turystycznego. Od strony wschodniej Łomnicki Mniszek się nie wyróżnia, natomiast od zachodu wyraźnie widoczny jest wybitny filar, należący do prawej części zachodniej ściany Łomnicy. Kończy się on nieco ponad Depresją Wallischa. Najdogodniejsza droga dla taterników prowadzi na Łomnickiego Mniszka południową granią z Pośredniego Łomnickiego Karbu.
Pierwsze wejścia na Łomnickiego Mniszka miały miejsce przy okazji pierwszych przejść południowej grani Łomnicy.